# Piper dotanum
Piper dotanum är en pepparväxtart som beskrevs av William Trelease. Piper dotanum ingår i släktet Piper och familjen pepparväxter. Inga underarter finns listade i Catalogue of Life.